# Coleophora nigrita
Coleophora nigrita é uma espécie de mariposa do gênero Coleophora pertencente à família Coleophoridae.